# Бейала, Каликст
Кали́кст Бейала́ (фр. Calixthe Beyala, род. 26 октября 1961 года, Дуала, Камерун) — камерунская и французская писательница, лауреат Большой премии Французской академии за роман.

## Биография
Родилась в семье представителей народов бамилеке и бети в камерунском городе Дуала. Училась в местной школе, затем в лицее города Банги в Центральноафриканской Республике, после чего в возрасте семнадцати лет выиграла стипендию на обучение в Париже и переехала в Европу. Получила степень бакалавра по современной литературе в Сорбоннском университете Северного Парижа. С 2005 по 2012 год была колумнисткой ежемесячного журнала Afrique magazine.

## Творчество
В 1987 году занялась литературным творчеством, опубликовала свою первую книгу «C’est le soleil qui m’a brûlée». В 1996 году получила Большую премию Французской академии за роман «Потерянная честь» (фр. Les Honneurs perdus). В своём творчестве Бейала вдохновляется историями из жизни своих тёти и бабушки и фольклором народов Камеруна.